# Autostrada CT.20
L'autostrada CT.20, conosciuta come 3a Tangenziale di Hanoi (in vietnamita: Đường vành đai 3 Hà Nội), è un'autostrada del Vietnam al servizio della capitale Hanoi. Costruita quasi interamente su viadotto, è lunga 22 km. Collega tutte le maggiori strade ed autostrade che interessano la viabilità urbana dell'area metropolitana.

## Tabella percorso
| 3a Tangenziale di Hanoi |                                                                                |      |      |           |
| Tipo                    | Indicazione                                                                    | ↓km↓ | ↑km↑ | Provincia |
|                         | Ponte Thang Long sul fiume Rosso                                               | 0,0  | ..   | Hanoi     |
|                         | Mai Dịch - QL.32                                                               | ..   | ..   | Hanoi     |
|                         | Trung Hòa Autostrada CT.08                                                     | ..   | ..   | Hanoi     |
|                         | Thanh Xuân - QL.6                                                              | ..   | ..   | Hanoi     |
|                         | Pháp Vân - QL.1 Autostrada CT.01                                               | ..   | ..   | Hanoi     |
|                         | Tam Trinh                                                                      | ..   | ..   | Hanoi     |
|                         | Lĩnh Nam                                                                       | ..   | ..   | Hanoi     |
|                         | Ponte Thanh Tri sul fiume Rosso - QL.1 per Autostrada CT.03 e Autostrada CT.04 | 22,0 | ..   | Hanoi     |